# فیلم اکشن
فیلم اَکشِن (به انگلیسی: Action Film, Action Movie) یا فیلم پُرحادثهبه‌عنوان یکی از محبوب‌ترین و پرهیجان‌ترین گونه‌های سینمایی، همواره جایگاه ویژه‌ای در صنعت فیلمسازی و فرهنگ عامه داشته است. ریشه‌های این گونه را می‌توان در گونه‌هایی مانند وسترن و سیاه یافت، اما تکامل آن در دهه‌های اخیر با پیشرفت فناوری و جلوه‌های ویژه به اوج خود رسیده است.
این گونه با ترکیب عناصر مهیجی مانند تعقیب و گریزهای نفس‌گیر، نبردهای رزمی خیره‌کننده و صحنه‌های پرتحرک، مخاطبان را به دنیایی پر از هیجان می‌برد. فیلم‌های پرحادثه معمولاً حول محور قهرمانی می‌چرخند که با چالش‌های دشوار روبه‌رو می‌شود و از طریق مهارت، قدرت و گاه زیرکی بر دشمنان غلبه می‌کند. این قهرمانان، چه مأمور مخفی باشند، چه سرباز تنها یا حتی شهروند عادی که در شرایط بحرانی قرار گرفته، نماینده آرمان‌هایی مانند عدالت و شجاعت هستند.

صحنه‌ای از فیلم مشهور ماتریکس محصول سال ۱۹۹۹ / ۱۳۷۷–۷۸، که در آن «نِئو» شخصیت اصلی فیلم، گلوله‌های شلیک‌شده به سمتش را با قدرت ذهنی‌اش، در هوا معلق نگه‌داشته

در کنار این شخصیت‌ها، ضدقهرمانان و شروران به‌یادماندنی نیز نقش مهمی در عمق‌بخشی به داستان و افزایش تنش ایفا می‌کنند. یکی از جذابیت‌های اصلی فیلم پرحادثه، استفاده از صحنه‌های عملی است که گاه به‌صورت بدلکاری‌های خطرناک و گاه با کمک جلوه‌های بصری پیشرفته اجرا می‌شود.
کارگردانانی مانند جان وو، جیمز کامرون و کریستوفر نولان با خلق آثار منحصربه‌فرد، سبک‌های متمایزی را در این گونه پایه‌گذاری کرده‌اند. همچنین، بازیگرانی چون آرنولد شوارتزِنِگِر، تام کروز و بروس لی با حضور در نقش‌های این گونه، به نمادهای آن تبدیل شده‌اند.

«بروس لی» در تالار آیینه ‌ها با احتیاط گام برمی‌دارد، چراکه شرور اصلی فیلم بدنبال فریب وی، و وارد آوردن زخمی دیگر بر بدنش است؛ فیلم اژدها وارد میشود، محصول سال ۱۹۷۳ / ۱۳۵۱–۵۲

فیلم پرحادثه تنها به خشونت و سرگرمی محدود نمی‌شود، بلکه می‌تواند درون‌مایه‌های عمیق اجتماعی، سیاسی یا اخلاقی را نیز بررسی کند. برخی از این فیلم‌ها با بهره‌گیری از داستان‌های پیچیده و شخصیت‌پردازی قوی، مرز بین گونه پرحادثه و گونه‌های دیگر مانند درام، علمی‌تخیلی یا حتی ترسناک را کمرنگ می‌کنند. به‌این‌ترتیب، فیلم پرحادثه نه‌تنها سرگرم‌کننده است، بلکه گاه بینشی درباره جهان اطراف ما ارائه می‌دهد.
این گونه به‌دلیل زبان جهانی خود توانسته است در فرهنگ‌های مختلف نفوذ کند و مخاطبان گسترده‌ای را در سراسر جهان به خود جذب نماید. از هالیوود گرفته تا بالیوود و سینمای هنگ‌کنگ، هر کدام با نگاه ویژه خود به این گونه، باعث توسعه و ارتقای کیفیت آن شده‌اند. این تنوع و کثرت سازندگان و مخاطبان، فیلم پرحادثه را به یکی از جذاب‌ترین و پویاترین گونه‌های سینمایی تبدیل کرده است.

## زیر گونه‌ها
اکشن-ماجراجویی
همچنین مقاله: فیلم ماجراجویی را مشاهده کنید.
اکشن-کمدی
مقاله اصلی: فیلم کمدی اکشن
اکشن-ترسناک
فیلم‌هایی که تنش‌های فیلم ترسناک را با مبارزه یا وحشی‌گری فیلم اکشن ترکیب می‌کنند، که اغلب با مبارزه یک قهرمان انسان با موجودات ماورایی مرگبار نشان داده می‌شود. مانند رزیدنت ایول (مجموعه‌فیلم) و فیلم زامبی.
اکشن-دلهره‌آور
همچنین مقاله: فیلم دلهره‌آور را مشاهده کنید.
اکشن هنری
همچنین مقاله: فیلم هنری را مشاهده کنید.
فیلم فاجعه‌ای
مقاله اصلی: فیلم فاجعه‌ای
هنرهای رزمی
مقاله اصلی: فیلم رزمی
اکشن-علمی، تخیلی
همچنین مقاله: فیلم ابرقهرمانی را مشاهده کنید.
فیلم جاسوسی
مقاله اصلی: فیلم جاسوسی
فیلم شمشیربه‌دستان
مقاله اصلی: فیلم شمشیربه‌دستان
فیلم انتقام‌جویانه
همچنین مقاله: فیلم انتقام‌جویانه را مشاهده کنید.

## فیلم‌های اکشن تحسین‌برانگیز
مجله تایم اوت یک نظرسنجی از پنجاه نفر کارشناس سینمای اکشن شامل بازیگران، کارگردان‌ها، منتقدان و بدلکاران انجام داد. از بین ۱۰۱ فیلم در این دسته، فیلم‌هایی که در فهرست ذیل آمده‌اند، به عنوان ده فیلم اکشن برتر تاریخ برگزیده شدند.
| رتبه | نام فیلم             | سال  | کارگردان        | کشور              |
| ---- | -------------------- | ---- | --------------- | ----------------- |
| ۱    | بیگانه‌ها             | ۱۹۸۶ | جیمز کامرون     | آمریکا / بریتانیا |
| ۲    | هفت سامورایی         | ۱۹۵۴ | آکیرا کوروساوا  | ژاپن              |
| ۳    | این گروه خشن         | ۱۹۶۹ | سام پکین‌پا      | آمریکا            |
| ۴    | داستان پلیس          | ۱۹۸۵ | جکی چان         | هنگ کنگ           |
| ۵    | اژدها وارد می‌شود     | ۱۹۷۳ | رابرت کلوز      | هنگ کنگ / آمریکا  |
| ۶    | مکس دیوانه ۲         | ۱۹۸۱ | جرج میلر        | استرالیا          |
| ۷    | سرسخت                | ۱۹۹۲ | جان وو          | هنگ کنگ           |
| ۸    | نابودگر ۲: روز داوری | ۱۹۹۱ | جیمز کامرون     | آمریکا            |
| ۹    | مهاجمان صندوق گمشده  | ۱۹۸۱ | استیون اسپیلبرگ | آمریکا            |
| ۱۰   | جان‌سخت               | ۱۹۸۸ | جان مک‌تیرنان    | آمریکا            |